# Paula Westher
Paula Westher (nascida em 16 de abril de 1965) é uma ex-ciclista sueca que competia em provas de estrada.

## Carreira internacional
Westher competiu como representante de seu país, Suécia, na prova de estrada individual nos Jogos Olímpicos de Verão de 1984 e 1988, terminando respectivamente na 35ª e 26ª posição.